# Belison
Belison  est une municipalité de la province d’Antique, situées dans la région des Visayas occidentales aux Philippines.